# Ernst Friedrich Glocker
Ernst Friedrich Glocker (Stuttgart, 1 de maig de 1793 - Stuttgart, 18 de juliol del 1858) va ser un mineralogista, geòleg i paleontòleg alemany. Va ser professor de mineralogia a la Universitat de Breslau, (Universitat de Varsòvia), a Polònia i autor de diversos estudis sobre mineralogia sistemàtica.

## Obra
- Charakteristik der schlesisch-mineralogischen Literatur (Breslau 1827–32, 2 Bde.)
- Über den Jurakalk von Kurovice|Kurowitz (Breslau 1841)
- Bemerkungen über Terebrateln  (Breslau 1845)
- Über einige neue fossile Tierformen aus dem Gebiet des Karpathensandsteins (Breslau 1850)
- Beiträge zur Kenntnis der nordischen Geschiebe und ihres Vorkommens in der Oderebene um Breslau (Breslau 1854–1856) und
- Geognostische Beschreibung der preußischen Oberlausitz (Görlitz 1858)